# Blaenau Gwent (1974–1996)
Blaenau Gwent var ett distrikt i grevskapet Gwent, i Wales. Detta distrikt hade 76 900 invånare år 1992. Distriktet upprättades den 1 april 1974 genom att stadsdistrikten Abertillery, Brynmawr, Ebbw Vale, Nantyglo and Blaina och Tredegar slogs ihop med del av landsdistriktet Crickhowell. Det avskaffades 1 april 1996 och blev en del av Blaenau Gwent och Monmouthshire.